# Feldhandball-Weltmeisterschaft der Männer 1966
Die 7. Feldhandball-Weltmeisterschaft der Männer fand vom 25. Juni bis 3. Juli 1966 in Österreich statt. Ausrichter war die International Handball Federation (IHF). Es handelte sich um die letzte Weltmeisterschaft auf dem Feld. Eine für 1969 geplante Austragung kam nicht mehr zu Stande. Letzter Weltmeister wurde die Bundesrepublik Deutschland. Bester Torschütze wurde nach 1963 zum zweiten Mal der Österreicher Josef Steffelbauer mit 25 Treffern vor den DHB-Spielern Herbert Lübking (ebenfalls wie 1963) und Josef Karrer mit je 24 Toren. 
Es nahmen nur noch sechs Mannschaften teil: die DDR, die Bundesrepublik Deutschland, die Niederlande, Österreich, Polen und die Schweiz.

## Platzierungsrunde
Gespielt wurde in einer Gruppe „jeder gegen jeden“. An den ersten vier Spieltagen gab es je drei Begegnungen, am fünften zwei, und am sechsten Tag trafen die beiden Favoriten Bundesrepublik Deutschland und DDR aufeinander, die bis dahin alle ihre Spiele gewonnen hatten. Sie trennten sich unentschieden 15:15, so dass die bessere Tordifferenz den Ausschlag gab: Bundesrepublik +51, DDR +41.
| 1. Tag                          |   |                                 |       |                                                       |
| Polen                           | – | Schweiz                         | 15:13 | in Dornbirn                                           |
| BR Deutschland                  | – | Niederlande                     | 28:7  | in Dornbirn                                           |
| Deutsche Demokratische Republik | – | Österreich                      | 24:8  | in Innsbruck                                          |
| 2. Tag                          |   |                                 |       |                                                       |
| BR Deutschland                  | – | Polen                           | 26:4  | in Salzburg                                           |
| Deutsche Demokratische Republik | – | Schweiz                         | 13:8  | in Linz                                               |
| Österreich                      | – | Niederlande                     | 12:5  | in Linz                                               |
| 3. Tag                          |   |                                 |       |                                                       |
| BR Deutschland                  | – | Österreich                      | 17:15 | in Bärnbach                                           |
| Deutsche Demokratische Republik | – | Polen                           | 15:9  | in Bruck                                              |
| Schweiz                         | – | Niederlande                     | 20:13 | in Welz                                               |
| 4. Tag                          |   |                                 |       |                                                       |
| BR Deutschland                  | – | Schweiz                         | 18:12 | in Neunkirchen b. Wien                                |
| Deutsche Demokratische Republik | – | Niederlande                     | 23:9  | in Wien                                               |
| Österreich                      | – | Polen                           | 19:15 | in Eggenburg                                          |
| 5. Tag                          |   |                                 |       |                                                       |
| Österreich                      | – | Schweiz                         | 17:15 | in Wien                                               |
| Polen                           | – | Niederlande                     | 14:12 | in Laa/Thaya                                          |
| 6. Tag                          |   |                                 |       |                                                       |
| BR Deutschland                  | – | Deutsche Demokratische Republik | 15:15 | in Linz Zuschauer:10 000 Schiedsrichter: Bertschinger |

## Endstand
| Rang | Land                            | Tore   | Punkte |
| ---- | ------------------------------- | ------ | ------ |
| 1    | BR Deutschland                  | 104:53 | 9      |
| 2    | Deutsche Demokratische Republik | 90:49  | 9      |
| 3    | Österreich                      | 71:76  | 6      |
| 4    | Polen                           | 57:85  | 4      |
| 5    | Schweiz                         | 68:76  | 2      |
| 6    | Niederlande                     | 46:97  | 0      |

## Das entscheidende Spiel
Im vorigen Turnierverlauf hatten beide deutschen Mannschaften ihre Spiele sämtlich gewonnen, wodurch das letzte Spiel Endspielcharakter bekam, denn der Sieger dieser Begegnung würde Weltmeister sein. Bei einem Remis würde die DHB-Mannschaft die Nase vorn haben, da sie im Turnier die bessere Tordifferenz erzielt hatte. Die DHV-Auswahl erwischte im entscheidenden Spiel den besseren Start und lag nach einer guten Viertelstunde mit 5:3 in Führung, doch mit einem kleinen Lauf drehte die DHB-Mannschaft das Spiel auf 7:5. Zur Pause lagen die Westdeutschen mit 10:8 vorne. Die DHV-Auswahl konnte jedoch schnell zum 10:10 ausgleichen und lag sogar mit 13:11 und 14:12 in Front, bis die DHB-Auswahl das Spiel abermals drehen und ihrerseits mit 15:14 in Führung gehen konnte. Die DHV-Mannschaft schaffte durch Klaus Müller nur noch den Ausgleich zum 15:15-Endstand. DHB-Keeper Wriedt hielt mit dem Schlusspfiff den letzten Wurf von Senger und machte seine Mannschaft so zum "ewigen" Weltmeister.
| DHB: Wriedt – Finkelmann (1), Hattig; Heuer, Herbert Schmidt, Knecht; Schneller (1), Porzner (2), Karrer (3), Lübking (4), Zwierkowski (3); Munck (1) – Trainer: Vick. |
| DHV: Prüsse – Lietke, Bernhardt; Hirsch (2), Warm, Langhoff; Ganschow, Tiedemann (2), Klaus Müller (5), Senger (2), Zimmermann (4) – Trainer: Seiler.                  |
| Schiedsrichter: Hansjakob Bertschinger (Schweiz), Zuschauer: 10.000 in Linz                                                                                            |

## Die Weltmeistermannschaft 1966: Bundesrepublik Deutschland
Gerhard Biefang (ESV Jahn Rheinhausen) 2 Spiele/0 Tore, Karl Oehlschläger  (SG Leutershausen) 2/0, Günther Wriedt (Büdelsdorfer TSV) 5/0 – Diethard Finkelmann (Reinickendorfer Füchse) 4/1, Peter Hattig (TuS 05 Wellinghofen) 4/0, Erwin Heuer (TSV Grün-Weiß Dankersen) 4/0, Josef Karrer (TV Großwallstadt) 5/24, Rudolf Kirsch (TB Stöcken 1896) 3/2, Werner Knecht (TS Esslingen 1890) 4/1, Erich Kolb (Flensburger TB) 2/1, Herbert Lübking (TSV Grün-Weiß Dankersen) 5/24, Bernd Munck (MTV Eintracht Hildesheim) 4/11, Erwin Porzner (TSV 1860 Ansbach) 5/14, Herbert Schmidt (TuS 05 Wellinghofen) 5/0, Volker Schneller (TSV 1860 Ansbach) 5/15, Max Zwierkowski (TV 1894 Oppum) 5/11 – Trainer: Werner Vick
Gerhard Biefang, Diethard Finkelmann, Peter Hattig, Erwin Heuer, Josef Karrer, Rudolf Kirsch, Werner Knecht, Erich Kolb, Herbert Lübking, Bernd Munck, Karl Oehlschläger, Herbert Schmidt, Volker Schneller, Günter Wriedt und Max Zwierkowskie wurden am 3. Juli 1966 mit dem Silbernen Lorbeerblatt geehrt.

## Vizeweltmeister 1966: DDR
Klaus Prüsse (SC Empor Rostock) 4/0, Klaus Weiß (SC Dynamo Berlin) 3/0 – Dieter Bernhardt (SC Magdeburg) 5/0, Reiner Ganschow (SC Empor Rostock) 5/8, Rudi Hirsch (SC Dynamo Berlin) 4/6, Klaus Langhoff (SC DHfK Leipzig) 4/3, Herbert Liedtke (ASK Vorwärts Berlin) 5/0, Klaus Müller (ASK Vorwärts Berlin) 5/19, Klaus Petzold (SC Dynamo Berlin) 3/0, Karlheinz Rost (SC Leipzig) 1/1, Werner Senger (SC Dynamo Berlin) 5/12, Paul Tiedemann (SC DHfK Leipzig) 5/18, Siegfried Warm (SC DHfK Leipzig) 5/0, Hans-Dieter Wöhler (SC DHfK Leipzig) 2/3, Günter Zeitler (SC Dynamo Berlin) 1/1 – Trainer: Heinz Seiler